# ميمون المنصوري
ميمون المنصوري (من مواليد 1946 في مدينة العروي بإقليم الناظور) هو جنرال مغربي؛ والقائد السابق للحرس الملكي منذ سبعينيات القرن العشرين حتى إعفائه عام 2020؛ وهو أيضًا رئيس اتحاد البولو المغربي. برزَ المنصوري في آب/أغسطس 2002 حينما رقَّاهُ ملك المغرب محمد السادس إلى رتبةِ جنرال.
ينتمي ميمون المنصوري لعائلةٍ بارزةٍ في المغرب؛ حيثُ شغلَ شقيقيهِ الأصغر منه سنًا علي المنصوري ومصطفى المنصوري مناصب وزاريّة في البلاد على مدى فتراتٍ مختلفةٍ. أُعفي المنصوري من منصبه كقائدٍ للحرس الملكي في بدايات أيّار/مايو 2020 وذلك بسببِ تفشي فيروس كورونا في عددٍ من جنود الحرس الملكي الذين كان قد سمحَ لهم بزيارة عائلاتهم بكلٍ من سلا و‌الرباط مما أدى إلى نقل العدوى لهم ولعناصر أخرى